# Мария Феликс: Мексиканската дива
Мария Феликс: Мексиканската дива (на испански: María Félix: La Doña) е мексикански уеб биографичен сериал, режисиран от Мафер Суарес и продуциран от Кармен Армендарис за ТелевисаУнивисион през 2022 г. Сериалът разказва историята на мексиканската актриса и певица Мария Феликс, базирана на репортажи и свидетелства на най-близките ѝ хора.
В главните роли са Сандра Ечеверия, Химена Ромо и Абрил Вергара, които се превъплъщават в образа Мария Феликс в различните етапи от живота ѝ.

## Актьори
- Сандра Ечеверия – Мария Феликс
  - Химена Ромо – Мария Феликс (млада)
  - Абрил Вергара – Мария Феликс (дете)
- Гилермо Гарсия Канту – Бернардо Феликс Флорес
- Урсула Прунеда – Хосефина Гереня Росас
- Емилиано Гонсалес – Пабло Феликс
- Аида Лопес – Жана
- Икер Мадрид – Енрике Алварес Феликс
- Маркин Лопес – Педро Инфанте
- Клаудио Лафарга – Енрике Алварес
- Епи Велес – Биби
- Ана Берта Еспин – Г-жа Пас
- Елена Рохо – Г-жа Русек
- Джош Гутиерес – Педро Армендарис
- Химена Аяла – Фрида Кало
- Рамон Медина – Емилио Фернандес

## Премиера
Премиерата на „Мари Феликс: Мексиканската дива“ е на 21 юли 2022 г. по стрийминг платформата на ТелевисаУнивисион Vix+, като едно от първите заглавия след официалното ѝ стартиране.

## Продукция
Сериалът е обявен на 16 февруари 2022 г., като е част от първите заглавия за новата стрийминг услуга, създадена след сливането на Телевиса и Унивисион. Записите започват на 14 март 2022 г.

## В България
В България сериалът започва излъчване на 7 юни 2025 г. по bTV Story, като последният епизод е излъчен на 15 юни 2025 г. Ролите се озвучават от Татяна Етимова, Мариана Жикич, Здравко Методиев, Кирил Ивайлов, Георги Стоянов. Преводач е Силвия Вълкова, тонрежисьор е Венелин Николов, а режисьор на дублажа е Веселина Стоилова. Обработката е на студио „Ви Ем Ес“.